# Gabriele Badorek
Gabriele Badorek (Rostock, 20 de setembro de 1952) é uma ex-handebolista alemã, medalhista olímpica.

## Carreira
Gabriele Badorek fez parte da equipe alemã oriental do handebol feminino, medalha de prata em Montreal 1976, com um total de 5 jogos e 3 gols.